# Illiers-Combray
|  | Per a altres significats, vegeu «Cantó d'Illiers-Combray». |

Illiers-Combray és un comú al departament francès d'Eure i Loir (regió de [[Centre-Vall del Loira]]). L'any 2007 tenia 3.197 habitants. Marcel Proust va fer que aquesta vila esdevingués famosa, ja que la va descriure amb el nom de Combray a la seva obra À la recherche du temps perdu. El 8 d'abril de 1971 Illiers, com es denominava el comú fins aleshores, fou rebatejat «Illiers-Combray» per decisió del Ministre de l'Interior Raymond Marcellin en ocasió del «centenari del naixement de Marcel Proust» en aplicació d'un decret del 29 de març precedent, publicat el 8 d'abril al JORF. És un dels pocs comuns francesos que hagin adoptat un nom provinent de la literatura.

## Demografia

### Població
El 2007 la població de fet d'Illiers-Combray era de 3.197 persones. Hi havia 1.358 famílies, de les quals 436 eren unipersonals (193 homes vivint sols i 243 dones vivint soles), 446 parelles sense fills, 366 parelles amb fills i 110 famílies monoparentals amb fills.
La població ha evolucionat segons el següent gràfic:

### Habitatges
El 2007 hi havia 1.642 habitatges, 1.383 eren l'habitatge principal de la família, 111 eren segones residències i 148 estaven desocupats. 1.314 eren cases i 319 eren apartaments. Dels 1.383 habitatges principals, 875 estaven ocupats pels seus propietaris, 468 estaven llogats i ocupats pels llogaters i 40 estaven cedits a títol gratuït; 14 tenien una cambra, 126 en tenien dues, 322 en tenien tres, 436 en tenien quatre i 486 en tenien cinc o més. 807 habitatges disposaven pel capbaix d'una plaça de pàrquing. A 734 habitatges hi havia un automòbil i a 402 n'hi havia dos o més.

### Piràmide de població
La piràmide de població per edats i sexe el 2009 era:
| Homes | Edats   | Dones |
| ----- | ------- | ----- |
| 8     | 95 o +  | 12    |
| 20    | 90 a 94 | 36    |
| 40    | 85 a 89 | 100   |
| 28    | 80 a 84 | 36    |
| 100   | 75 a 79 | 100   |
| 60    | 70 a 74 | 108   |
| 108   | 65 a 69 | 60    |
| 64    | 60 a 64 | 96    |
| 88    | 55 a 59 | 88    |
| 116   | 50 a 54 | 96    |
| 92    | 45 a 49 | 116   |
| 108   | 40 a 44 | 120   |
| 88    | 35 a 39 | 88    |
| 72    | 30 a 34 | 76    |
| 112   | 25 a 29 | 112   |
| 88    | 20 a 24 | 100   |
| 108   | 15 a 19 | 104   |
| 92    | 10 a 14 | 96    |
| 68    | 5 a 9   | 72    |
| 68    | 0 a 4   | 88    |

## Economia
El 2007 la població en edat de treballar era de 1.895 persones, 1.450 eren actives i 445 eren inactives. De les 1.450 persones actives 1.272 estaven ocupades (676 homes i 596 dones) i 178 estaven aturades (86 homes i 92 dones). De les 445 persones inactives 191 estaven jubilades, 124 estaven estudiant i 130 estaven classificades com a «altres inactius».

### Ingressos
El 2009 a Illiers-Combray hi havia 1.399 unitats fiscals que integraven 3.216 persones, la mediana anual d'ingressos fiscals per persona era de 17.504 €.

### Activitats econòmiques
Dels 173 establiments que hi havia el 2007, 1 era d'una empresa extractiva, 6 d'empreses alimentàries, 3 d'empreses de fabricació de material elèctric, 12 d'empreses de fabricació d'altres productes industrials, 21 d'empreses de construcció, 42 d'empreses de comerç i reparació d'automòbils, 14 d'empreses de transport, 11 d'empreses d'hostatgeria i restauració, 11 d'empreses financeres, 8 d'empreses immobiliàries, 9 d'empreses de serveis, 24 d'entitats de l'administració pública i 11 d'empreses classificades com a «altres activitats de serveis».
Dels 50 establiments de servei als particulars que hi havia el 2009, 1 era una oficina d'administració d'Hisenda pública, 1 gendarmeria, 1 oficina de correu, 4 oficines bancàries, 2 funeràries, 8 tallers de reparació d'automòbils i de material agrícola, 1 taller d'inspecció tècnica de vehicles, 6 paletes, 2 guixaires pintors, 2 fusteries, 5 lampisteries, 3 electricistes, 5 perruqueries, 6 restaurants, 2 agències immobiliàries i 1 saló de bellesa.
Dels 22 establiments comercials que hi havia el 2009, 1 era un hipermercat, 1 un supermercat, 1 una gran superfície de material de bricolatge, 1 una botiga de més de 120 m², 3 fleques, 3 carnisseries, 2 llibreries, 5 botigues de roba, 1 una botiga d'equipament de la llar, 1 una botiga de mobles, 1 una botiga de material de revestiment de parets i terra i 2 floristeries.
L'any 2000 a Illiers-Combray hi havia 31 explotacions agrícoles que ocupaven un total de 2.231 hectàrees.

## Equipaments sanitaris i escolars
El 2009 hi havia 1 hospital de tractaments de mitja durada (seguiment i rehabilitació), 2 farmàcies i 1 ambulància.
El 2009 hi havia 1 escola maternal i 2 escoles elementals. Illiers-Combray disposava d'un col·legi d'educació secundària amb 484 alumnes.

## Poblacions properes
El següent diagrama mostra les poblacions més properes.